# 補習網
補習網其實是「補習中介網站」的簡稱。在台灣和中國大陸會稱之為「家教網」。補習網通常是補習中介公司作上門補習個案配對的平台。設計通常分為家長登記和上門補習導師登記兩部分。
補習導師登記通常以會員制形式，要求準導師在登記表上填上個人資料，以往的補習經驗，公開考試成績，要求時薪等資料。通常是免費登記的，登記完成後就成為了該「補習網」的會員，補習中介公司會在有合適的補習個案的情況下，為其「會員」進行配對。配對成功後，大多數的香港補習網會向補習導師收取行政費用（俗稱佣金）。佣金會是該補習個案的首兩個星期的學費。
補習網通常都不會向家長或學生收取登記和配對費用，家長通常只需要在個案登記表填上資料便可。